# Championnat d'Europe masculin de handball 2020
Navigation
Croatie 2018 Hongrie et Slovaquie 2022
Le championnat d'Europe masculin de handball 2020 est la 14e édition du championnat d'Europe masculin de handball. Il se déroule du 9 au 26 janvier 2020 et, pour la première fois, conjointement dans trois pays : en Suède, en Autriche et en Norvège. De plus, en conséquence du passage de 16 à 24 équipes, la formule de la compétition a été modifiée.
L'Espagne, tenant du titre, remporte son deuxième championnat d'Europe en s'imposant en finale face à la Croatie qui retrouve le podium d'une compétition internationale 4 ans après sa médaille de bronze à l'Euro 2016. La Norvège, co-organisateur, complète le podium et remporte sa première médaille dans la compétition après 2 titres de vice-champion du monde. Enfin, la compétition est marquée par l'élimination dès le tour préliminaire du Danemark, champion olympique et du monde en titre, et de la France, meilleure équipe des 10 dernières années.

## Présentation

### Lieux de compétitions
| Stockholm, Suède                    | Malmö, Suède                          | Göteborg, Suède                          | Localisation des villes d'accueil |
| ----------------------------------- | ------------------------------------- | ---------------------------------------- | --- |
| Tele2 Arena Capacité : 33 000       | Malmö Arena Capacité : 13 000         | Scandinavium Capacité : 12 000           | [[Fichier:Europe laea location map with borders.svg\|400px\|{{#if:\|{{{alt}}}\|Championnat d'Europe masculin de handball 2020 est dans la page Europe .]]Stockholm Malmö Göteborg Vienne Graz Trondheim |

Mascotte de la compétition

|                                     |                                       |                                          | [[Fichier:Europe laea location map with borders.svg\|400px\|{{#if:\|{{{alt}}}\|Championnat d'Europe masculin de handball 2020 est dans la page Europe .]]Stockholm Malmö Göteborg Vienne Graz Trondheim |
| Vienne, Autriche                    | Graz, Autriche                        | Trondheim, Norvège                       | [[Fichier:Europe laea location map with borders.svg\|400px\|{{#if:\|{{{alt}}}\|Championnat d'Europe masculin de handball 2020 est dans la page Europe .]]Stockholm Malmö Göteborg Vienne Graz Trondheim |
| Wiener Stadthalle Capacité : 12 000 | Stadthalle Graz (en) Capacité : 6 000 | Trondheim Spektrum (no) Capacité : 8 000 | [[Fichier:Europe laea location map with borders.svg\|400px\|{{#if:\|{{{alt}}}\|Championnat d'Europe masculin de handball 2020 est dans la page Europe .]]Stockholm Malmö Göteborg Vienne Graz Trondheim |
|                                     |                                       |                                          | [[Fichier:Europe laea location map with borders.svg\|400px\|{{#if:\|{{{alt}}}\|Championnat d'Europe masculin de handball 2020 est dans la page Europe .]]Stockholm Malmö Göteborg Vienne Graz Trondheim |

### Qualifications
Le nombre d'équipes participantes passe de 16 à 24 nations. Outre les trois pays hôte, le tenant du titre est de nouveau directement qualifié, contrairement à 2016 et 2018.
Les 26 autres équipes affiliées à l'EHF doivent passer par des poules de qualification (en). Après un tour préliminaire regroupant 9 équipes, les 32 équipes restantes sont réparties dans 8 poules de 4 équipes. Les 2 premières équipes de chaque poule ainsi que les 4 meilleurs troisièmes sont qualifiées pour la compétition.
| Groupe A           | Groupe B     | Groupe C  |
| ------------------ | ------------ | --------- |
| Croatie            | Rép. tchèque | Espagne   |
| Biélorussie        | Macédoine    | Allemagne |
| Monténégro         | Autriche     | Lettonie  |
| Serbie             | Ukraine      | Pays-Bas  |
| Groupe D           | Groupe E     | Groupe F  |
| France             | Danemark     | Suède     |
| Norvège            | Hongrie      | Slovénie  |
| Portugal           | Islande      | Suisse    |
| Bosnie-Herzégovine | Russie       | Pologne   |

Les matchs se déroulent :
- Journées 1 & 2 : 24 - 28 octobre 2018
- Journées 3 & 4 : 10 - 14 avril 2019
- Journées 5 & 6 : 12 - 16 juin 2019

### Équipes participantes
| Pays               | Qualifié en tant que   | Date de la qualification | Apparitions précédentes dans la compétition | Apparitions précédentes dans la compétition                                  |
| ------------------ | ---------------------- | ------------------------ | ------------------------------------------- | ---------------------------------------------------------------------------- |
| Autriche           | Hôte de la compétition | 20 septembre 2014        | 03                                          | 2010, 2014, 2018                                                             |
| Norvège            | Hôte de la compétition | 20 septembre 2014        | 08                                          | 2000, 2006, 2008, 2010, 2012, 2014, 2016, 2018                               |
| Suède              | Hôte de la compétition | 20 septembre 2014        | 12                                          | 1994, 1996, 1998, 2000, 2002, 2004, 2008, 2010, 2012, 2014, 2016, 2018       |
| Espagne            | tenant du titre        | 26 janvier 2018          | 13                                          | 1994, 1996, 1998, 2000, 2002, 2004, 2006, 2008, 2010, 2012, 2014, 2016, 2018 |
| Allemagne          | 1er du Groupe 1        | 13 avril 2019            | 12                                          | 1994, 1996, 1998, 2000, 2002, 2004, 2006, 2008, 2010, 2012, 2016, 2018       |
| Croatie            | 1er du Groupe 2        | 14 avril 2019            | 13                                          | 1994, 1996, 1998, 2000, 2002, 2004, 2006, 2008, 2010, 2012, 2014, 2016, 2018 |
| Slovénie           | 1er du Groupe 4        | 14 avril 2019            | 11                                          | 1994, 1996, 2000, 2002, 2004, 2006, 2008, 2010, 2012, 2016, 2018             |
| Macédoine du Nord  | 1er du Groupe 3        | 12 juin 2019             | 05                                          | 1998, 2012, 2014, 2016, 2018                                                 |
| Lettonie           | 2e du Groupe 4         | 12 juin 2019             | 0                                           | Première participation                                                       |
| Hongrie            | 1er du Groupe 7        | 12 juin 2019             | 11                                          | 1994, 1996, 1998, 2004, 2006, 2008, 2010, 2012, 2014, 2016, 2018             |
| Danemark           | 1er du Groupe 8        | 12 juin 2019             | 12                                          | 1994, 1996, 2000, 2002, 2004, 2006, 2008, 2010, 2012, 2014, 2016, 2018       |
| France             | 1er du Groupe 6        | 13 juin 2019             | 13                                          | 1994, 1996, 1998, 2000, 2002, 2004, 2006, 2008, 2010, 2012, 2014, 2016, 2018 |
| Portugal           | 2e du Groupe 6         | 13 juin 2019             | 05                                          | 1994, 2000, 2002, 2004, 2006                                                 |
| Russie             | 2e du Groupe 7         | 13 juin 2019             | 12                                          | 1994, 1996, 1998, 2000, 2002, 2004, 2006, 2008, 2010, 2012, 2014, 2016       |
| Rép. tchèque       | 1er du Groupe 5        | 13 juin 2019             | 09                                          | 1996, 1998, 2000, 2002, 2004, 2006, 2008, 2010, 2012, 2014, 2018             |
| Biélorussie        | 2e du Groupe 5         | 13 juin 2019             | 05                                          | 1994, 2008, 2014, 2016 2018                                                  |
| Pologne            | 2e du Groupe 1         | 16 juin 2019             | 08                                          | 2002, 2004, 2006, 2008, 2010, 2012, 2014, 2016                               |
| Suisse             | 2e du Groupe 2         | 16 juin 2019             | 03                                          | 2002, 2004, 2006                                                             |
| Islande            | 2e du Groupe 3         | 16 juin 2019             | 10                                          | 2000, 2002, 2004, 2006, 2018, 2010, 2012 2014, 2016, 2018                    |
| Monténégro         | 2e du Groupe 8         | 16 juin 2019             | 04                                          | 2008, 2014, 2016, 2018                                                       |
| Bosnie-Herzégovine | 3e du Groupe 5         | 16 juin 2019             | 0                                           | Première participation                                                       |
| Serbie             | 3e du Groupe 2         | 16 juin 2019             | 05                                          | 2010, 2012, 2014, 2016, 2018                                                 |
| Pays-Bas           | 3e du Groupe 4         | 16 juin 2019             | 0                                           | Première participation                                                       |
| Ukraine            | 3e du Groupe 8         | 16 juin 2019             | 05                                          | 2000, 2002, 2004, 2006, 2010                                                 |

### Arbitres
La liste des arbitres a été nommée le 22 août 2019 :
| Tour préliminaire uniquement - Radojko Brkic et Andrei Jusufhodzic - Dalibor Jurinović et Marko Mrvica - Jesper Kirkholm Madsen et Henrik Mortensen - Ignacio García Serradilla et Andreu Marín - Charlotte et Julie Bonaventura - Robert Schulze et Tobias Tönnies - Jonas Eliasson et Anton Palsson - Lars Jorum et Havard Kleven - Bojan Lah et David Sok - Nenad Nikolić et Dušan Stojković - Michal Badura et Jaroslav Ondogrecula | Tour préliminaire et tour principal - Václav Horáček et Jiří Novotný - Mindaugas Gatelis et Vaidas Mažeika - Ǵorgi Naczewski et Sławe Nikołow - Ivan Pavićević et Miloš Ražnatović - Duarte Santos et Ricardo Fonseca - Arthur Brunner et Morad Salah - Mirza Kurtagic et Mattias Wetterwik | Tour principal uniquement - Matija Gubica et Boris Milošević - Martin Gjeding et Mads Hansen - Óscar Raluy et Ángel Sabroso - Laurent Reveret et Stevann Pichon - Lars Geipel et Marcus Helbig Phase finale Les arbitres de la phase finale seront choisis parmi les 12 paires ayant arbitré le tour principal. |

### Enjeux
Le tournoi sert de qualification pour les Jeux olympiques de 2020.
- Le vainqueur est directement qualifié (ou le finaliste si le Danemark, déjà qualifié, remporte le titre).
- Deux équipes obtiennent le droit de participer à des tournois de qualifications olympiques. Il s'agit des deux premières équipes non déjà qualifiées via le Championnat du monde 2019. Parmi ces équipes en quête d'une des deux places attribuées, on trouve la Hongrie, l'Islande, le Portugal, la Russie, la Slovénie ou encore la République tchèque.

Le tournoi sert également de qualification (en) pour le Championnat du monde 2021.
- Les quatre demi-finalistes sont directement qualifiés, ainsi que le vainqueur du match pour la cinquième place si le Danemark (champion du monde en titre) accède aux demi-finales.
- Toutes les autres équipes ont une deuxième chance. Les six moins bien classées de l'Euro qui ne participent pas aux tournois de qualification olympique intègrent le tour intermédiaire. Les treize autres équipes accèdent directement à un ultime barrage.

Enfin, les deux finalistes sont directement qualifiés pour l'édition suivante qui est prévue en Hongrie et Slovaquie. Les hôtes étant également qualifiés d'office, si la Hongrie (la Slovaquie n'est pas qualifiée pour cette édition) dispute la finale, le médaillé de bronze sera également qualifié pour l'Euro 2022.

## Tour préliminaire
Le tirage au sort des groupes du tour préliminaire a eu lieu le 28 juin 2019 au Erste Bank Campus à Vienne.
Les deux premiers de chaque groupe sont qualifiés pour le tour principal et gardent les points obtenus contre l’équipe qualifiée également.

### Légende
Qualifiés pour le tour principal –  Éliminés – T : Tenant du titre 2018

### Groupe A
|   | Équipe      | Pts | J | G | N | P | Bp | Bc | Diff |
| - | ----------- | --- | - | - | - | - | -- | -- | ---- |
| 1 | Croatie     | 6   | 3 | 3 | 0 | 0 | 82 | 65 | 17   |
| 2 | Biélorussie | 4   | 3 | 2 | 0 | 1 | 94 | 88 | 6    |
| 3 | Monténégro  | 2   | 3 | 1 | 0 | 2 | 70 | 84 | -14  |
| 4 | Serbie      | 0   | 3 | 0 | 0 | 3 | 72 | 81 | -9   |

| 9 janvier 2020 18h15 | Biélorussie      | 35 - 30   | Serbie               | Graz Messe Arena, Graz Affluence : 3 806 Arbitrage : Santos, Fonseca |
| 9 janvier 2020 18h15 | Artsem Karalek 9 | (16 - 15) | Bogdan Radivojević 6 | Graz Messe Arena, Graz Affluence : 3 806 Arbitrage : Santos, Fonseca |
| 9 janvier 2020 18h15 | ×1 ×9            | Rapport   | ×2 ×3                | Graz Messe Arena, Graz Affluence : 3 806 Arbitrage : Santos, Fonseca |

| 9 janvier 2020 20h30 | Croatie        | 27 - 21   | Monténégro        | Graz Messe Arena, Graz Affluence : 5 630 Arbitrage : Brunner, Salah |
| 9 janvier 2020 20h30 | Luka Cindrić 6 | (12 - 13) | Nemanja Grbović 6 | Graz Messe Arena, Graz Affluence : 5 630 Arbitrage : Brunner, Salah |
| 9 janvier 2020 20h30 | ×2             | Rapport   | ×3 ×7             | Graz Messe Arena, Graz Affluence : 5 630 Arbitrage : Brunner, Salah |

| 11 janvier 2020 16h00 | Croatie        | 31 - 23   | Biélorussie       | Graz Messe Arena, Graz Affluence : 6 000 Arbitrage : Bonaventura,Bonaventura |
| 11 janvier 2020 16h00 | Igor Karačić 6 | (15 - 10) | Mikita Vailupau 8 | Graz Messe Arena, Graz Affluence : 6 000 Arbitrage : Bonaventura,Bonaventura |
| 11 janvier 2020 16h00 | ×4             | Rapport   | ×1 ×5             | Graz Messe Arena, Graz Affluence : 6 000 Arbitrage : Bonaventura,Bonaventura |

| 11 janvier 2020 18h15 | Monténégro        | 22 - 21   | Serbie        | Graz Messe Arena, Graz Affluence : 5 500 Arbitrage : Madsen, Mortensen |
| 11 janvier 2020 18h15 | Nemanja Grbović 5 | (11 - 10) | Lazar Kukić 6 | Graz Messe Arena, Graz Affluence : 5 500 Arbitrage : Madsen, Mortensen |
| 11 janvier 2020 18h15 | ×2 ×7             | Rapport   | ×1 ×4         | Graz Messe Arena, Graz Affluence : 5 500 Arbitrage : Madsen, Mortensen |

| 13 janvier 2020 18h15 | Monténégro        | 27 - 36   | Biélorussie       | Graz Messe Arena, Graz Affluence : 5 000 Arbitrage : Jørum, Kleven |
| 13 janvier 2020 18h15 | Vladan Lipovina 5 | (11 - 17) | Mikita Vailupau 7 | Graz Messe Arena, Graz Affluence : 5 000 Arbitrage : Jørum, Kleven |
| 13 janvier 2020 18h15 | ×1 ×2             | Rapport   | ×1 ×3             | Graz Messe Arena, Graz Affluence : 5 000 Arbitrage : Jørum, Kleven |

| 13 janvier 2020 20h30 | Serbie               | 21 - 24  | Croatie              | Graz Messe Arena, Graz Affluence : 6 500 Arbitrage : Kurtagic, Wetterwik |
| 13 janvier 2020 20h30 | Kukić, Radivojević 4 | (10 - 8) | Duvnjak, Stepančić 5 | Graz Messe Arena, Graz Affluence : 6 500 Arbitrage : Kurtagic, Wetterwik |
| 13 janvier 2020 20h30 | ×4                   | Rapport  | ×2 ×5                | Graz Messe Arena, Graz Affluence : 6 500 Arbitrage : Kurtagic, Wetterwik |

### Groupe B

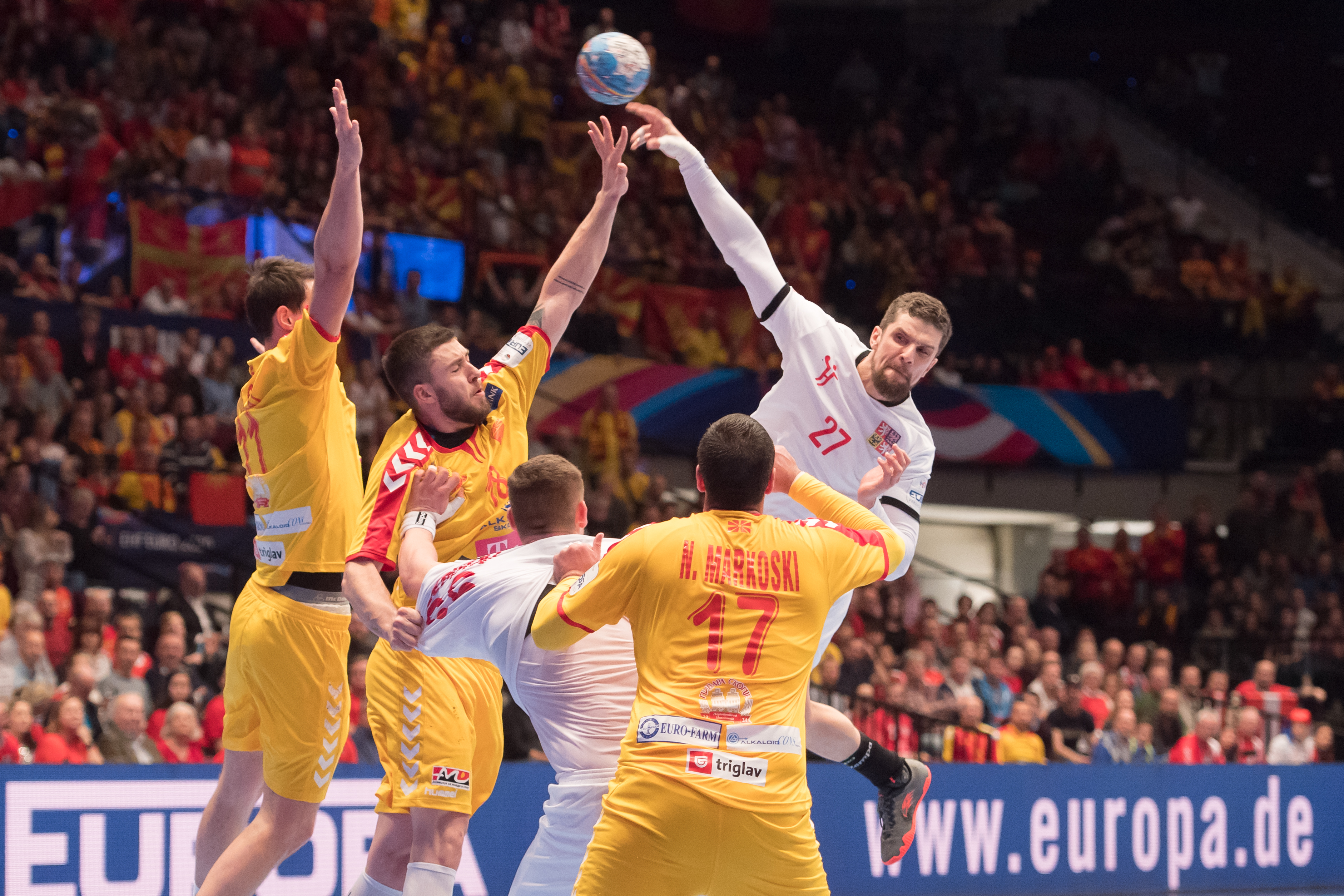
Tchéquie vs Macédoine du Nord.

|   | Équipe            | Pts | J | G | N | P | Bp | Bc | Diff |
| - | ----------------- | --- | - | - | - | - | -- | -- | ---- |
| 1 | Autriche          | 6   | 3 | 3 | 0 | 0 | 98 | 87 | 11   |
| 2 | Rép. tchèque      | 4   | 3 | 2 | 0 | 1 | 79 | 76 | 3    |
| 3 | Macédoine du Nord | 2   | 3 | 1 | 0 | 2 | 79 | 84 | -5   |
| 4 | Ukraine           | 0   | 3 | 0 | 0 | 3 | 74 | 83 | -9   |

| 10 janvier 2020 18h15 | Rép. tchèque   | 29 - 32   | Autriche        | Wiener Stadthalle, Vienne Affluence : 7 070 Arbitrage : Elíasson, Pálsson |
| 10 janvier 2020 18h15 | Jakub Hrstka 6 | (14 - 13) | Nikola Bilyk 12 | Wiener Stadthalle, Vienne Affluence : 7 070 Arbitrage : Elíasson, Pálsson |
| 10 janvier 2020 18h15 | ×3             | Rapport   | ×1 ×2           | Wiener Stadthalle, Vienne Affluence : 7 070 Arbitrage : Elíasson, Pálsson |

| 10 janvier 2020 20h30 | Macédoine du Nord | 26 - 25 | Ukraine                | Wiener Stadthalle, Vienne Affluence : 7 070 Arbitrage : Jørum, Kleven |
| 10 janvier 2020 20h30 | Kiril Lazarov 8   | (13–10) | Vladislav Ostroushko 5 | Wiener Stadthalle, Vienne Affluence : 7 070 Arbitrage : Jørum, Kleven |
| 10 janvier 2020 20h30 | ×1 ×3             | Rapport | ×1 ×7                  | Wiener Stadthalle, Vienne Affluence : 7 070 Arbitrage : Jørum, Kleven |

| 12 janvier 2020 16h00 | Rép. tchèque         | 27 - 25  | Macédoine du Nord | Wiener Stadthalle, Vienne Affluence : 6 642 Arbitrage : Kurtagic, Wetterwik |
| 12 janvier 2020 16h00 | Stanislav Kašpárek 7 | (9 - 11) | Kiril Lazarov 11  | Wiener Stadthalle, Vienne Affluence : 6 642 Arbitrage : Kurtagic, Wetterwik |
| 12 janvier 2020 16h00 | ×1 ×6                | Rapport  | ×1 ×3             | Wiener Stadthalle, Vienne Affluence : 6 642 Arbitrage : Kurtagic, Wetterwik |

| 12 janvier 2020 18h15 | Autriche       | 34 - 30   | Ukraine            | Wiener Stadthalle, Vienne Affluence : 7 078 Arbitrage : Bonaventura, Bonaventura |
| 12 janvier 2020 18h15 | Nikola Bilyk 9 | (18 - 17) | Artem Kozakevych 7 | Wiener Stadthalle, Vienne Affluence : 7 078 Arbitrage : Bonaventura, Bonaventura |
| 12 janvier 2020 18h15 | ×1 ×3          | Rapport   | ×4                 | Wiener Stadthalle, Vienne Affluence : 7 078 Arbitrage : Bonaventura, Bonaventura |

| 14 janvier 2020 18h15 | Autriche       | 32 - 28   | Macédoine du Nord  | Wiener Stadthalle, Vienne Affluence : 7 623 Arbitrage : Lah, Sok |
| 14 janvier 2020 18h15 | Robert Weber 7 | (18 - 12) | Stojanče Stoilov 5 | Wiener Stadthalle, Vienne Affluence : 7 623 Arbitrage : Lah, Sok |
| 14 janvier 2020 18h15 | ×2 ×4          | Rapport   | ×3                 | Wiener Stadthalle, Vienne Affluence : 7 623 Arbitrage : Lah, Sok |

| 14 janvier 2020 20h30 | Ukraine            | 19 - 23  | Rép. tchèque  | Wiener Stadthalle, Vienne Affluence : 4 097 Arbitrage : Santos, Fonseca |
| 14 janvier 2020 20h30 | Artem Kozakevych 4 | (10 - 9) | Tomáš Babák 6 | Wiener Stadthalle, Vienne Affluence : 4 097 Arbitrage : Santos, Fonseca |
| 14 janvier 2020 20h30 | ×1 ×5              | Rapport  | ×1 ×3         | Wiener Stadthalle, Vienne Affluence : 4 097 Arbitrage : Santos, Fonseca |

### Groupe C
|   | Équipe    | Pts | J | G | N | P | Bp  | Bc | Diff |
| - | --------- | --- | - | - | - | - | --- | -- | ---- |
| 1 | Espagne T | 6   | 3 | 3 | 0 | 0 | 102 | 73 | 29   |
| 2 | Allemagne | 4   | 3 | 2 | 0 | 1 | 88  | 83 | 5    |
| 3 | Pays-Bas  | 2   | 3 | 1 | 0 | 2 | 80  | 94 | -14  |
| 4 | Lettonie  | 0   | 3 | 0 | 0 | 3 | 73  | 93 | -20  |

| 9 janvier 2020 18h15 | Allemagne            | 34 - 23   | Pays-Bas    | Trondheim Spektrum, Trondheim Affluence : 4 057 Arbitrage : Lah, Sok |
| 9 janvier 2020 18h15 | Häfner, Kohlbacher 5 | (15 - 13) | Kay Smits 7 | Trondheim Spektrum, Trondheim Affluence : 4 057 Arbitrage : Lah, Sok |
| 9 janvier 2020 18h15 | ×2 ×5 ×1             | Rapport   | ×2 ×4       | Trondheim Spektrum, Trondheim Affluence : 4 057 Arbitrage : Lah, Sok |

| 9 janvier 2020 20h30 | Espagne           | 33 - 22   | Lettonie            | Trondheim Spektrum, Trondheim Affluence : 4 524 Arbitrage : Madsen, Mortensen |
| 9 janvier 2020 20h30 | Ángel Fernández 5 | (14 - 11) | Dainis Krištopāns 7 | Trondheim Spektrum, Trondheim Affluence : 4 524 Arbitrage : Madsen, Mortensen |
| 9 janvier 2020 20h30 | ×1 ×0 ×2          | Rapport   | ×1 ×5               | Trondheim Spektrum, Trondheim Affluence : 4 524 Arbitrage : Madsen, Mortensen |

| 11 janvier 2020 16h00 | Lettonie            | 24 - 32   | Pays-Bas    | Trondheim Spektrum, Trondheim Affluence : 5 942 Arbitrage : Baďura, Ondogrecula |
| 11 janvier 2020 16h00 | Dainis Krištopāns 7 | (10 - 16) | Kay Smits 7 | Trondheim Spektrum, Trondheim Affluence : 5 942 Arbitrage : Baďura, Ondogrecula |
| 11 janvier 2020 16h00 | ×1 ×3               | Rapport   | ×1 ×5 ×1    | Trondheim Spektrum, Trondheim Affluence : 5 942 Arbitrage : Baďura, Ondogrecula |

| 11 janvier 2020 18h15 | Espagne           | 33 - 26   | Allemagne         | Trondheim Spektrum, Trondheim Affluence : 6 558 Arbitrage : Brunner, Salah |
| 11 janvier 2020 18h15 | Alex Dujshebaev 7 | (14 - 11) | Hendrik Pekeler 5 | Trondheim Spektrum, Trondheim Affluence : 6 558 Arbitrage : Brunner, Salah |
| 11 janvier 2020 18h15 | ×2 ×4             | Rapport   | ×2 ×4             | Trondheim Spektrum, Trondheim Affluence : 6 558 Arbitrage : Brunner, Salah |

| 13 janvier 2020 18h15 | Lettonie            | 27 - 28   | Allemagne     | Trondheim Spektrum, Trondheim Affluence : 3 540 Arbitrage : Elíasson, Palsson |
| 13 janvier 2020 18h15 | Dainis Krištopāns 7 | (11 - 16) | Julius Kühn 8 | Trondheim Spektrum, Trondheim Affluence : 3 540 Arbitrage : Elíasson, Palsson |
| 13 janvier 2020 18h15 | ×1 ×6               | Rapport   | ×2 ×6         | Trondheim Spektrum, Trondheim Affluence : 3 540 Arbitrage : Elíasson, Palsson |

| 13 janvier 2020 20h30 | Pays-Bas    | 25 - 36   | Espagne         | Trondheim Spektrum, Trondheim Affluence : 3 809 Arbitrage : Mažeika, Gatelis |
| 13 janvier 2020 20h30 | kay Smits 8 | (13 - 17) | Jorge Maqueda 6 | Trondheim Spektrum, Trondheim Affluence : 3 809 Arbitrage : Mažeika, Gatelis |
| 13 janvier 2020 20h30 | ×2 ×8       | Rapport   | ×2              | Trondheim Spektrum, Trondheim Affluence : 3 809 Arbitrage : Mažeika, Gatelis |

### Groupe D
|   | Équipe             | Pts | J | G | N | P | Bp | Bc | Diff |
| - | ------------------ | --- | - | - | - | - | -- | -- | ---- |
| 1 | Norvège            | 6   | 3 | 3 | 0 | 0 | 94 | 80 | 14   |
| 2 | Portugal           | 4   | 3 | 2 | 0 | 1 | 83 | 83 | 0    |
| 3 | France             | 2   | 3 | 1 | 0 | 2 | 82 | 79 | 3    |
| 4 | Bosnie-Herzégovine | 0   | 3 | 0 | 0 | 3 | 73 | 90 | -17  |

| 10 janvier 2020 18h15 | France     | 25 - 28   | Portugal           | Trondheim Spektrum, Trondheim Affluence : 7 507 Arbitrage : Sondors, Līcis |
| 10 janvier 2020 18h15 | Dika Mem 5 | (11 - 12) | Diogo Branquinho 5 | Trondheim Spektrum, Trondheim Affluence : 7 507 Arbitrage : Sondors, Līcis |
| 10 janvier 2020 18h15 | ×2 ×3      | Rapport   | ×1 ×4              | Trondheim Spektrum, Trondheim Affluence : 7 507 Arbitrage : Sondors, Līcis |

| 10 janvier 2020 20h30 | Norvège           | 32 - 26   | Bosnie-Herzégovine | Trondheim Spektrum, Trondheim Affluence : 8 232 Arbitrage : Schulze, Tönnies |
| 10 janvier 2020 20h30 | Sander Sagosen 12 | (17 - 12) | Nikola Prce 7      | Trondheim Spektrum, Trondheim Affluence : 8 232 Arbitrage : Schulze, Tönnies |
| 10 janvier 2020 20h30 | ×1 ×4             | Rapport   | ×1 ×6              | Trondheim Spektrum, Trondheim Affluence : 8 232 Arbitrage : Schulze, Tönnies |

| 12 janvier 2020 16h00 | Portugal         | 27 - 24   | Bosnie-Herzégovine | Trondheim Spektrum, Trondheim Affluence : 7 936 Arbitrage : Mažeika, Gatelis |
| 12 janvier 2020 16h00 | Pedro Portela 10 | (12 - 11) | Nikola Prce 5      | Trondheim Spektrum, Trondheim Affluence : 7 936 Arbitrage : Mažeika, Gatelis |
| 12 janvier 2020 16h00 | ×1 ×3            | Rapport   | ×2 ×4              | Trondheim Spektrum, Trondheim Affluence : 7 936 Arbitrage : Mažeika, Gatelis |

| 12 janvier 2020 18h15 | France             | 26 - 28   | Norvège           | Trondheim Spektrum, Trondheim Affluence : 8 932 Arbitrage : Horáček, Novotný |
| 12 janvier 2020 18h15 | Ludovic Fabregas 8 | (15 - 14) | Sander Sagosen 10 | Trondheim Spektrum, Trondheim Affluence : 8 932 Arbitrage : Horáček, Novotný |
| 12 janvier 2020 18h15 | ×1 ×3              | Rapport   | ×3 ×2             | Trondheim Spektrum, Trondheim Affluence : 8 932 Arbitrage : Horáček, Novotný |

| 14 janvier 2020 18h15 | Bosnie-Herzégovine | 23 - 31   | France           | Trondheim Spektrum, Trondheim Affluence : 7 937 Arbitrage : Jurinović, Mrvica |
| 14 janvier 2020 18h15 | Marko Panić 9      | (13 - 14) | Valentin Porte 7 | Trondheim Spektrum, Trondheim Affluence : 7 937 Arbitrage : Jurinović, Mrvica |
| 14 janvier 2020 18h15 | ×4                 | Rapport   | ×2               | Trondheim Spektrum, Trondheim Affluence : 7 937 Arbitrage : Jurinović, Mrvica |

| 14 janvier 2020 20h30 | Portugal        | 28 - 34   | Norvège         | Trondheim Spektrum, Trondheim Affluence : 9 069 Arbitrage : Baďura, Ondogrecula |
| 14 janvier 2020 20h30 | Antonio Areia 5 | (14 - 16) | Magnus Jøndal 7 | Trondheim Spektrum, Trondheim Affluence : 9 069 Arbitrage : Baďura, Ondogrecula |
| 14 janvier 2020 20h30 | ×2 ×6           | Rapport   | ×3 ×5           | Trondheim Spektrum, Trondheim Affluence : 9 069 Arbitrage : Baďura, Ondogrecula |

### Groupe E
|   | Équipe   | Pts | J | G | N | P | Bp | Bc | Diff |
| - | -------- | --- | - | - | - | - | -- | -- | ---- |
| 1 | Hongrie  | 5   | 3 | 2 | 1 | 0 | 74 | 67 | 7    |
| 2 | Islande  | 4   | 3 | 2 | 0 | 1 | 83 | 77 | 6    |
| 3 | Danemark | 3   | 3 | 1 | 1 | 1 | 85 | 83 | 2    |
| 4 | Russie   | 0   | 3 | 0 | 0 | 3 | 76 | 91 | -15  |

| 11 janvier 2020 16h00 | Hongrie        | 26 – 25   | Russie             | Malmö Arena, Malmö Affluence : 9 202 Arbitrage : Jurinović, Mrvica |
| 11 janvier 2020 16h00 | Zsolt Balogh 7 | (14 – 13) | Dimitri Santalov 5 | Malmö Arena, Malmö Affluence : 9 202 Arbitrage : Jurinović, Mrvica |
| 11 janvier 2020 16h00 | ×2 ×3          | Rapport   | ×2                 | Malmö Arena, Malmö Affluence : 9 202 Arbitrage : Jurinović, Mrvica |

| 11 janvier 2020 18h15 | Danemark        | 30 – 31   | Islande            | Malmö Arena, Malmö Affluence : 10 593 Arbitrage : Pavićević, Ražnatović |
| 11 janvier 2020 18h15 | Mikkel Hansen 9 | (15 – 15) | Aron Pálmarsson 10 | Malmö Arena, Malmö Affluence : 10 593 Arbitrage : Pavićević, Ražnatović |
| 11 janvier 2020 18h15 | ×1 ×3 ×1        | Rapport   | ×2 ×4              | Malmö Arena, Malmö Affluence : 10 593 Arbitrage : Pavićević, Ražnatović |

| 13 janvier 2020 18h15 | Islande         | 34 - 23   | Russie          | Malmö Arena, Malmö Affluence : 7 099 Arbitrage : Nachevski, Nikolov |
| 13 janvier 2020 18h15 | trois joueurs 6 | (18 - 11) | Gleb Kalarash 6 | Malmö Arena, Malmö Affluence : 7 099 Arbitrage : Nachevski, Nikolov |
| 13 janvier 2020 18h15 | ×2 ×4           | Rapport   | ×3 ×4           | Malmö Arena, Malmö Affluence : 7 099 Arbitrage : Nachevski, Nikolov |

| 13 janvier 2020 20h30 | Danemark          | 24 - 24   | Hongrie        | Malmö Arena, Malmö Affluence : 8 377 Arbitrage : Sondors, Līcis |
| 13 janvier 2020 20h30 | Magnus Bramming 6 | (11 - 13) | Zsolt Balogh 7 | Malmö Arena, Malmö Affluence : 8 377 Arbitrage : Sondors, Līcis |
| 13 janvier 2020 20h30 | ×3 ×2             | Rapport   | ×3 ×4          | Malmö Arena, Malmö Affluence : 8 377 Arbitrage : Sondors, Līcis |

| 15 janvier 2020 18h15 | Islande        | 18 - 24  | Hongrie         | Malmö Arena, Malmö Affluence : 7 587 Arbitrage : Marín, García |
| 15 janvier 2020 18h15 | deux joueurs 4 | (12 - 9) | Bence Bánhidi 8 | Malmö Arena, Malmö Affluence : 7 587 Arbitrage : Marín, García |
| 15 janvier 2020 18h15 | ×1 ×4          | Rapport  | ×2 ×4           | Malmö Arena, Malmö Affluence : 7 587 Arbitrage : Marín, García |

| 15 janvier 2020 20h30 | Russie        | 28 - 31   | Danemark        | Malmö Arena, Malmö Affluence : 8 978 Arbitrage : Brkić, Jusufhodžić |
| 15 janvier 2020 20h30 | Igor Soroka 6 | (15 - 12) | Mikkel Hansen 7 | Malmö Arena, Malmö Affluence : 8 978 Arbitrage : Brkić, Jusufhodžić |
| 15 janvier 2020 20h30 | ×2 ×3         | Rapport   | ×1 ×2           | Malmö Arena, Malmö Affluence : 8 978 Arbitrage : Brkić, Jusufhodžić |

### Groupe F
|   | Équipe   | Pts | J | G | N | P | Bp | Bc | Diff |
| - | -------- | --- | - | - | - | - | -- | -- | ---- |
| 1 | Slovénie | 6   | 3 | 3 | 0 | 0 | 76 | 67 | 9    |
| 2 | Suède    | 4   | 3 | 2 | 0 | 1 | 81 | 68 | 13   |
| 3 | Suisse   | 2   | 3 | 1 | 0 | 2 | 77 | 87 | -10  |
| 4 | Pologne  | 0   | 3 | 0 | 0 | 3 | 73 | 85 | -12  |

| 10 janvier 2020 18h15 | Slovénie                 | 26 - 23   | Pologne            | Scandinavium, Göteborg Affluence : 7 276 Arbitrage : Horáček, Novotný |
| 10 janvier 2020 18h15 | Blagotinšek, Mačkovšek 5 | (13 – 11) | Arkadiusz Moryto 8 | Scandinavium, Göteborg Affluence : 7 276 Arbitrage : Horáček, Novotný |
| 10 janvier 2020 18h15 | ×1 ×5                    | Rapport   | ×5                 | Scandinavium, Göteborg Affluence : 7 276 Arbitrage : Horáček, Novotný |

| 10 janvier 2020 20h30 | Suède           | 34 - 21   | Suisse        | Scandinavium, Göteborg Affluence : 11 644 Arbitrage : Marín, García |
| 10 janvier 2020 20h30 | trois joueurs 6 | (20 – 13) | Andy Schmid 4 | Scandinavium, Göteborg Affluence : 11 644 Arbitrage : Marín, García |
| 10 janvier 2020 20h30 | ×4              | Rapport   | ×4            | Scandinavium, Göteborg Affluence : 11 644 Arbitrage : Marín, García |

| 12 janvier 2020 16h00 | Suisse         | 31 - 24   | Pologne        | Scandinavium, Göteborg Affluence : 8 061 Arbitrage : Brkić, Jusufhodžić |
| 12 janvier 2020 16h00 | Andy Schmid 15 | (14 - 12) | Szymon Sićko 5 | Scandinavium, Göteborg Affluence : 8 061 Arbitrage : Brkić, Jusufhodžić |
| 12 janvier 2020 16h00 | ×2 ×5          | Rapport   | ×2 ×4          | Scandinavium, Göteborg Affluence : 8 061 Arbitrage : Brkić, Jusufhodžić |

| 12 janvier 2020 18h15 | Suède              | 19 - 21  | Slovénie       | Scandinavium, Göteborg Affluence : 11 896 Arbitrage : Schulze, Tönnies |
| 12 janvier 2020 18h15 | Jim Gottfridsson 5 | (9 - 10) | Jure Dolenec 7 | Scandinavium, Göteborg Affluence : 11 896 Arbitrage : Schulze, Tönnies |
| 12 janvier 2020 18h15 | ×1 ×5              | Rapport  | ×2 ×3          | Scandinavium, Göteborg Affluence : 11 896 Arbitrage : Schulze, Tönnies |

| 14 janvier 2020 18h15 | Suisse        | 25 - 29   | Slovénie       | Scandinavium, Göteborg Affluence : 6 731 Arbitrage : Pavićević, Ražnatović |
| 14 janvier 2020 18h15 | Andy Schmid 8 | (10 - 16) | Miha Zarabec 6 | Scandinavium, Göteborg Affluence : 6 731 Arbitrage : Pavićević, Ražnatović |
| 14 janvier 2020 18h15 | ×2 ×3         | Rapport   | ×2             | Scandinavium, Göteborg Affluence : 6 731 Arbitrage : Pavićević, Ražnatović |

| 14 janvier 2020 20h30 | Pologne        | 26 - 28   | Suède            | Scandinavium, Göteborg Affluence : 11 061 Arbitrage : Nikolov, Nachevski |
| 14 janvier 2020 20h30 | Szymon Sićko 8 | (13 - 14) | quatre joueurs 5 | Scandinavium, Göteborg Affluence : 11 061 Arbitrage : Nikolov, Nachevski |
| 14 janvier 2020 20h30 | ×2 ×3          | Rapport   | ×2 ×3            | Scandinavium, Göteborg Affluence : 11 061 Arbitrage : Nikolov, Nachevski |

## Tour principal

### Légende
Qualifiés pour les Demi-finales –  Qualifiés pour le Match pour la 5e place –  Éliminés – T : Tenant du titre 2018

### Groupe I

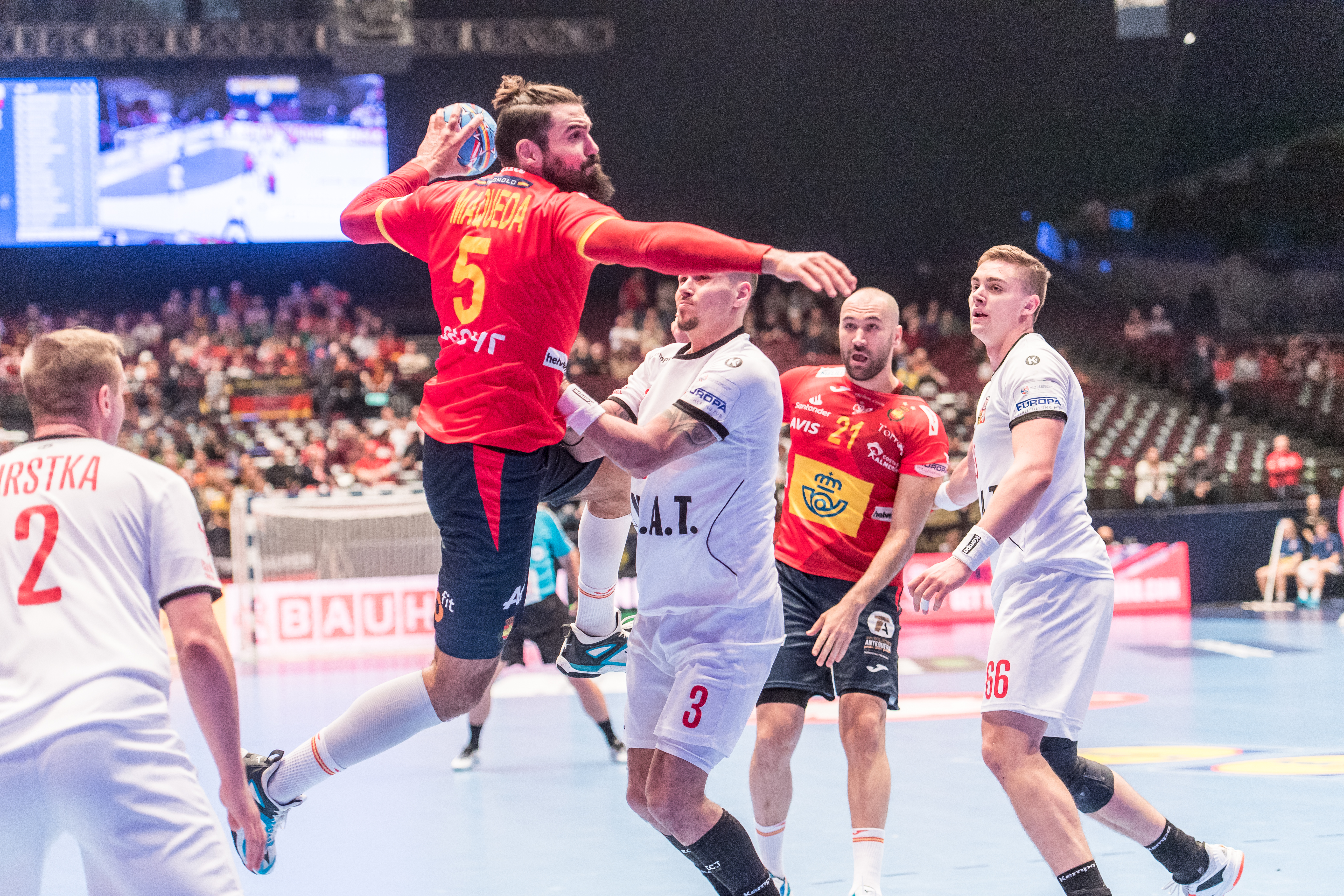
Espagne vs Tchéquie.

Les matchs du Groupe I ont lieu dans la Wiener Stadthalle, Vienne :
|   | Équipe       | Pts | J | G | N | P | Bp  | Bc  | Diff | Dép |
| - | ------------ | --- | - | - | - | - | --- | --- | ---- | --- |
| 1 | Espagne T    | 9   | 5 | 4 | 1 | 0 | 153 | 127 | 26   | +26 |
| 2 | Croatie      | 9   | 5 | 4 | 1 | 0 | 127 | 113 | 14   | +14 |
| 3 | Allemagne    | 6   | 5 | 3 | 0 | 2 | 141 | 125 | 16   | /   |
| 4 | Autriche     | 3   | 5 | 1 | 1 | 3 | 139 | 156 | -17  | -17 |
| 5 | Biélorussie  | 3   | 5 | 1 | 1 | 3 | 138 | 160 | -22  | -22 |
| 6 | Rép. tchèque | 0   | 5 | 0 | 0 | 5 | 122 | 139 | -17  | /   |

L'Espagne et la Croatie ayant fait match nul (22-22) comme l'Autriche et la Biélorussie (36-36), les équipes sont départagées à la différence de buts générale.
| 16 janvier 2020 16h00 | Espagne        | 31 - 25  | Rép. tchèque      | Wiener Stadthalle, Vienne Affluence : 3 986 Arbitrage : Brunner, Salah |
| 16 janvier 2020 16h00 | deux joueurs 5 | (14 - 9) | Ondřej Zdráhala 8 | Wiener Stadthalle, Vienne Affluence : 3 986 Arbitrage : Brunner, Salah |
| 16 janvier 2020 16h00 | ×1 ×4          | Rapport  | ×2 ×6             | Wiener Stadthalle, Vienne Affluence : 3 986 Arbitrage : Brunner, Salah |

| 16 janvier 2020 18h15 | Croatie         | 27 - 23  | Autriche       | Wiener Stadthalle, Vienne Affluence : 8 217 Arbitrage : Pichon, Reveret |
| 16 janvier 2020 18h15 | Zlatko Horvat 6 | (13 - 8) | Robert Weber 6 | Wiener Stadthalle, Vienne Affluence : 8 217 Arbitrage : Pichon, Reveret |
| 16 janvier 2020 18h15 | ×1              | Rapport  | ×1 ×5          | Wiener Stadthalle, Vienne Affluence : 8 217 Arbitrage : Pichon, Reveret |

| 16 janvier 2020 20h30 | Biélorussie         | 23 - 31   | Allemagne        | Wiener Stadthalle, Vienne Affluence : 5 267 Arbitrage : Kurtagic, Wetterwik |
| 16 janvier 2020 20h30 | Uladzislau Kulesh 6 | (11 - 18) | Timo Kastening 6 | Wiener Stadthalle, Vienne Affluence : 5 267 Arbitrage : Kurtagic, Wetterwik |
| 16 janvier 2020 20h30 | ×1 ×4               | Rapport   | ×1 ×5            | Wiener Stadthalle, Vienne Affluence : 5 267 Arbitrage : Kurtagic, Wetterwik |

| 18 janvier 2020 16h00 | Biélorussie       | 28 - 25   | Rép. tchèque      | Wiener Stadthalle, Vienne Affluence : 6 007 Arbitrage : Mažeika, Gatelis |
| 18 janvier 2020 16h00 | Mikita Vailupau 6 | (13 - 11) | Ondřej Zdráhala 7 | Wiener Stadthalle, Vienne Affluence : 6 007 Arbitrage : Mažeika, Gatelis |
| 18 janvier 2020 16h00 | ×2 ×5             | Rapport   | ×1 ×6             | Wiener Stadthalle, Vienne Affluence : 6 007 Arbitrage : Mažeika, Gatelis |

| 18 janvier 2020 18h15 | Espagne         | 30 - 26   | Autriche        | Wiener Stadthalle, Vienne Affluence : 9 232 Arbitrage : Gjeding, Hansen |
| 18 janvier 2020 18h15 | Jorge Maqueda 6 | (17 - 16) | Janko Božović 5 | Wiener Stadthalle, Vienne Affluence : 9 232 Arbitrage : Gjeding, Hansen |
| 18 janvier 2020 18h15 | ×3              | Rapport   | ×1 ×2 ×1        | Wiener Stadthalle, Vienne Affluence : 9 232 Arbitrage : Gjeding, Hansen |

| 18 janvier 2020 20h30 | Croatie        | 25 - 24   | Allemagne        | Wiener Stadthalle, Vienne Affluence : 9 307 Arbitrage : Santos, Fonseca |
| 18 janvier 2020 20h30 | Igor Karačić 7 | (11 - 14) | quatre joueurs 4 | Wiener Stadthalle, Vienne Affluence : 9 307 Arbitrage : Santos, Fonseca |
| 18 janvier 2020 20h30 | ×2 ×4          | Rapport   | ×2 ×8            | Wiener Stadthalle, Vienne Affluence : 9 307 Arbitrage : Santos, Fonseca |

| 20 janvier 2020 16h00 | Croatie       | 22 - 21  | Rép. tchèque      | Wiener Stadthalle, Vienne Affluence : 6 862 Arbitrage : Kurtagic, Wetterwik |
| 20 janvier 2020 16h00 | Marko Mamić 5 | (11 - 9) | Ondřej Zdráhala 7 | Wiener Stadthalle, Vienne Affluence : 6 862 Arbitrage : Kurtagic, Wetterwik |
| 20 janvier 2020 16h00 | ×1 ×4         | Rapport  | ×1 ×3             | Wiener Stadthalle, Vienne Affluence : 6 862 Arbitrage : Kurtagic, Wetterwik |

| 20 janvier 2020 18h15 | Biélorussie       | 28 - 37   | Espagne                 | Wiener Stadthalle, Vienne Affluence : 6 149 Arbitrage : Santos, Foseca |
| 20 janvier 2020 18h15 | Mikita Vailupau 8 | (16 - 17) | Fernández Pérez, Solé 7 | Wiener Stadthalle, Vienne Affluence : 6 149 Arbitrage : Santos, Foseca |
| 20 janvier 2020 18h15 | ×1 ×5             | Rapport   | ×1 ×3                   | Wiener Stadthalle, Vienne Affluence : 6 149 Arbitrage : Santos, Foseca |

| 20 janvier 2020 20h30 | Autriche       | 22 - 34   | Allemagne        | Wiener Stadthalle, Vienne Affluence : 9 037 Arbitrage : Nachevski, Nikolov |
| 20 janvier 2020 20h30 | Nikola Bilyk 5 | (13 - 16) | Timo Kastening 6 | Wiener Stadthalle, Vienne Affluence : 9 037 Arbitrage : Nachevski, Nikolov |
| 20 janvier 2020 20h30 | ×2 ×4          | Rapport   | ×2               | Wiener Stadthalle, Vienne Affluence : 9 037 Arbitrage : Nachevski, Nikolov |

| 22 janvier 2020 16h00 | Croatie         | 22 - 22   | Espagne           | Wiener Stadthalle, Vienne Affluence : 7 891 Arbitrage : Mažeika, Gatelis |
| 22 janvier 2020 16h00 | Igor Karačić 10 | (11 - 12) | Alex Dujshebaev 6 | Wiener Stadthalle, Vienne Affluence : 7 891 Arbitrage : Mažeika, Gatelis |
| 22 janvier 2020 16h00 | ×4              | Rapport   | ×5                | Wiener Stadthalle, Vienne Affluence : 7 891 Arbitrage : Mažeika, Gatelis |

| 22 janvier 2020 18h15 | Biélorussie        | 36 - 36   | Autriche       | Wiener Stadthalle, Vienne Affluence : 6 897 Arbitrage : Brunner, Salah |
| 22 janvier 2020 18h15 | Mikita Vailupau 12 | (19 - 17) | Nikola Bilyk 7 | Wiener Stadthalle, Vienne Affluence : 6 897 Arbitrage : Brunner, Salah |
| 22 janvier 2020 18h15 | ×3                 | Rapport   | ×1 ×4          | Wiener Stadthalle, Vienne Affluence : 6 897 Arbitrage : Brunner, Salah |

| 22 janvier 2020 20h30 | Rép. tchèque  | 22 - 26   | Allemagne       | Wiener Stadthalle, Vienne Affluence : 5 000 Arbitrage : Pavićević, Ražnatović |
| 22 janvier 2020 20h30 | Tomáš Babák 5 | (10 - 13) | Philipp Weber 5 | Wiener Stadthalle, Vienne Affluence : 5 000 Arbitrage : Pavićević, Ražnatović |
| 22 janvier 2020 20h30 | ×8            | Rapport   | ×1 ×6           | Wiener Stadthalle, Vienne Affluence : 5 000 Arbitrage : Pavićević, Ražnatović |

### Groupe II
Les matchs du Groupe II ont lieu dans la Malmö Arena, Malmö :
|   | Équipe   | Pts | J | G | N | P | Bp  | Bc  | Diff | Dép   |
| - | -------- | --- | - | - | - | - | --- | --- | ---- | ----- |
| 1 | Norvège  | 10  | 5 | 5 | 0 | 0 | 157 | 135 | 22   | —     |
| 2 | Slovénie | 6   | 5 | 3 | 0 | 2 | 138 | 134 | 4    | —     |
| 3 | Portugal | 4   | 5 | 2 | 0 | 3 | 146 | 142 | 4    | 4 pts |
| 4 | Suède    | 4   | 5 | 2 | 0 | 3 | 120 | 122 | -2   | 2 pts |
| 5 | Hongrie  | 4   | 5 | 2 | 0 | 3 | 126 | 140 | -14  | 0 pt  |
| 6 | Islande  | 2   | 5 | 1 | 0 | 4 | 126 | 142 | -16  | —     |

| 17 janvier 2020 16h00 | Slovénie      | 30 - 27 | Islande              | Malmö Arena, Malmö Affluence : 6 026 Arbitrage : Nachevski, Nikolov |
| 17 janvier 2020 16h00 | Dean Bombač 9 | (15-14) | Bjarki Már Elísson 6 | Malmö Arena, Malmö Affluence : 6 026 Arbitrage : Nachevski, Nikolov |
| 17 janvier 2020 16h00 | ×1 ×4         | Rapport | ×2 ×4                | Malmö Arena, Malmö Affluence : 6 026 Arbitrage : Nachevski, Nikolov |

| 17 janvier 2020 18h15 | Norvège          | 36 - 29   | Hongrie           | Malmö Arena, Malmö Affluence : 8 078 Arbitrage : Pavicevic, Raznatovic |
| 17 janvier 2020 18h15 | Sander Sagosen 7 | (20 - 12) | Ligetvári, Nagy 5 | Malmö Arena, Malmö Affluence : 8 078 Arbitrage : Pavicevic, Raznatovic |
| 17 janvier 2020 18h15 | ×3 ×4            | Rapport   | ×3 ×4 ×1          | Malmö Arena, Malmö Affluence : 8 078 Arbitrage : Pavicevic, Raznatovic |

| 17 janvier 2020 20h30 | Portugal        | 35 - 25   | Suède                       | Malmö Arena, Malmö Affluence : 10 135 Arbitrage : Gubica, Milosevic |
| 17 janvier 2020 20h30 | trois joueurs 6 | (15 - 12) | A. Nilsson, D. Pettersson 4 | Malmö Arena, Malmö Affluence : 10 135 Arbitrage : Gubica, Milosevic |
| 17 janvier 2020 20h30 | ×1 ×5           | Rapport   | ×1 ×2                       | Malmö Arena, Malmö Affluence : 10 135 Arbitrage : Gubica, Milosevic |

| 19 janvier 2020 14h00 | Portugal         | 25 - 28   | Islande               | Malmö Arena, Malmö Affluence : 6 199 Arbitrage : Horacerk, Novotny |
| 19 janvier 2020 14h00 | Areia, Martins 4 | (12 - 14) | Janus Daði Smárason 8 | Malmö Arena, Malmö Affluence : 6 199 Arbitrage : Horacerk, Novotny |
| 19 janvier 2020 14h00 | ×2 ×4            | Rapport   | ×3 ×4                 | Malmö Arena, Malmö Affluence : 6 199 Arbitrage : Horacerk, Novotny |

| 19 janvier 2020 16h15 | Slovénie       | 28 - 29   | Hongrie         | Malmö Arena, Malmö Affluence : 8 304 Arbitrage : Raluy, Sabroso |
| 19 janvier 2020 16h15 | Jure Dolenec 8 | (16 - 13) | Bence Bánhidi 9 | Malmö Arena, Malmö Affluence : 8 304 Arbitrage : Raluy, Sabroso |
| 19 janvier 2020 16h15 | ×2 ×5          | Rapport   | ×2 ×5           | Malmö Arena, Malmö Affluence : 8 304 Arbitrage : Raluy, Sabroso |

| 19 janvier 2020 18h30 | Norvège          | 23 - 20  | Suède          | Malmö Arena, Malmö Affluence : 10 141 Arbitrage : Geipel, Helbig |
| 19 janvier 2020 18h30 | Sander Sagosen 8 | (12 - 8) | Lucas Pellas 5 | Malmö Arena, Malmö Affluence : 10 141 Arbitrage : Geipel, Helbig |
| 19 janvier 2020 18h30 | ×2 ×5            | Rapport  | ×2 ×1          | Malmö Arena, Malmö Affluence : 10 141 Arbitrage : Geipel, Helbig |

| 21 janvier 2020 16h00 | Portugal      | 24 - 29   | Slovénie             | Malmö Arena, Malmö Affluence : 3 001 Arbitrage : Gjeding, Hansen |
| 21 janvier 2020 16h00 | André Gomes 6 | (15 - 14) | Dolenec, Mačkovšek 6 | Malmö Arena, Malmö Affluence : 3 001 Arbitrage : Gjeding, Hansen |
| 21 janvier 2020 16h00 | ×1 ×5         | Rapport   | ×2 ×4                | Malmö Arena, Malmö Affluence : 3 001 Arbitrage : Gjeding, Hansen |

| 21 janvier 2020 18h15 | Norvège          | 31 - 28   | Islande              | Malmö Arena, Malmö Affluence : 4 725 Arbitrage : Raluy, Sabroso |
| 21 janvier 2020 18h15 | Sander Sagosen 9 | (19 - 12) | Ólafur Guðmundsson 5 | Malmö Arena, Malmö Affluence : 4 725 Arbitrage : Raluy, Sabroso |
| 21 janvier 2020 18h15 | ×2 ×6            | Rapport   | ×1 ×4                | Malmö Arena, Malmö Affluence : 4 725 Arbitrage : Raluy, Sabroso |

| 21 janvier 2020 20h30 | Hongrie        | 18 - 24  | Suède                  | Malmö Arena, Malmö Affluence : 6 977 Arbitrage : Horáček, Novotný |
| 21 janvier 2020 20h30 | Zoltán Szita 4 | (9 - 10) | Gottfridsson, Pellas 5 | Malmö Arena, Malmö Affluence : 6 977 Arbitrage : Horáček, Novotný |
| 21 janvier 2020 20h30 | ×3             | Rapport  | ×1                     | Malmö Arena, Malmö Affluence : 6 977 Arbitrage : Horáček, Novotný |

| 22 janvier 2020 16h00 | Portugal         | 34 - 26   | Hongrie           | Malmö Arena, Malmö Affluence : 2 930 Arbitrage : Geipel, Helbig |
| 22 janvier 2020 16h00 | Belone Moreira 7 | (16 - 14) | Balogh, Bánhidi 5 | Malmö Arena, Malmö Affluence : 2 930 Arbitrage : Geipel, Helbig |
| 22 janvier 2020 16h00 | ×3               | Rapport   | ×2                | Malmö Arena, Malmö Affluence : 2 930 Arbitrage : Geipel, Helbig |

| 22 janvier 2020 18h15 | Norvège           | 33 - 30   | Slovénie        | Malmö Arena, Malmö Affluence : 4 824 Arbitrage : Pichon, Reveret |
| 22 janvier 2020 18h15 | Kevin Gulliksen 7 | (14 - 13) | Cehte, Kodrin 5 | Malmö Arena, Malmö Affluence : 4 824 Arbitrage : Pichon, Reveret |
| 22 janvier 2020 18h15 | ×1 ×3             | Rapport   | ×1 ×3           | Malmö Arena, Malmö Affluence : 4 824 Arbitrage : Pichon, Reveret |

| 22 janvier 2020 20h30 | Islande                 | 25 - 32   | Suède             | Malmö Arena, Malmö Affluence : 7 153 Arbitrage : Gubica, Milošević |
| 22 janvier 2020 20h30 | Elísson, Kristjánsson 5 | (11 - 18) | Andreas Nilsson 7 | Malmö Arena, Malmö Affluence : 7 153 Arbitrage : Gubica, Milošević |
| 22 janvier 2020 20h30 | ×2                      | Rapport   | ×1 ×4             | Malmö Arena, Malmö Affluence : 7 153 Arbitrage : Gubica, Milošević |

## Phase finale
|  | Demi-finales                                   | Demi-finales                                  |                        |    | Finale                                        | Finale                                        |
|  | Demi-finales                                   | Demi-finales                                  |                        |    | Finale                                        | Finale                                        |
|  |                                                |                                               |                        |    |                                               |                                               |
|  | Tele2 Arena, Stockholm, 24 janv. 2020 à 18h00  | Tele2 Arena, Stockholm, 24 janv. 2020 à 18h00 |                        |    | Tele2 Arena, Stockholm, 26 janv. 2020 à 16h30 | Tele2 Arena, Stockholm, 26 janv. 2020 à 16h30 |
|  | Tele2 Arena, Stockholm, 24 janv. 2020 à 18h00  | Tele2 Arena, Stockholm, 24 janv. 2020 à 18h00 |                        |    | Tele2 Arena, Stockholm, 26 janv. 2020 à 16h30 | Tele2 Arena, Stockholm, 26 janv. 2020 à 16h30 |
|  | Norvège                                        | 28                                            |                        |    | Tele2 Arena, Stockholm, 26 janv. 2020 à 16h30 | Tele2 Arena, Stockholm, 26 janv. 2020 à 16h30 |
|  | Norvège                                        | 28                                            |                        |    | Tele2 Arena, Stockholm, 26 janv. 2020 à 16h30 | Tele2 Arena, Stockholm, 26 janv. 2020 à 16h30 |
|  | Croatie                                        | 29a2p                                         |                        |    | Tele2 Arena, Stockholm, 26 janv. 2020 à 16h30 | Tele2 Arena, Stockholm, 26 janv. 2020 à 16h30 |
|  | Croatie                                        | 29a2p                                         | Espagne                | 22 |                                               |                                               |
|  | Tele2 Arena, Stockholm , 24 janv. 2020 à 20h45 |                                               | Espagne                | 22 |                                               |                                               |
|  |                                                | Croatie                                       | 20                     |    |                                               |                                               |
|  | Espagne                                        | Croatie                                       | 20                     | 34 |                                               |                                               |
|  | Espagne                                        |                                               |                        | 34 |                                               |                                               |
|  | Slovénie                                       | 32                                            |                        |    |                                               |                                               |
|  | Slovénie                                       | 32                                            | Match pour la 3e place |    |                                               |                                               |
|  |                                                |                                               |                        |    |                                               |                                               |
|  | Tele2 Arena, Stockholm, 25 janv. 2020 à 18h30  |                                               |                        |    |                                               |                                               |
|  |                                                |                                               |                        |    |                                               |                                               |
|  | Norvège                                        | 28                                            |                        |    |                                               |                                               |
|  | Norvège                                        | 28                                            |                        |    |                                               |                                               |
|  | Slovénie                                       | 20                                            |                        |    |                                               |                                               |
|  | Slovénie                                       | 20                                            |                        |    |                                               |                                               |

### Demi-finales
| 24 janvier 2020 18h00 | Norvège              | 28 - 29 (ap)       | Croatie           | Tele2 Arena, Stockholm Affluence : 16 573 Arbitrage : Raluy, Sabroso |
| 24 janvier 2020 18h00 | Sander Sagosen 10    | (10 - 12, 23 - 23) | Domagoj Duvnjak 8 | Tele2 Arena, Stockholm Affluence : 16 573 Arbitrage : Raluy, Sabroso |
| 24 janvier 2020 18h00 | Prol. : 3 - 3, 2 - 3 |                    |                   | Tele2 Arena, Stockholm Affluence : 16 573 Arbitrage : Raluy, Sabroso |
| 24 janvier 2020 18h00 | ×3 ×4                | Rapport            | ×2 ×6             | Tele2 Arena, Stockholm Affluence : 16 573 Arbitrage : Raluy, Sabroso |

| 24 janvier 2020 20h45 | Espagne         | 34 - 32   | Slovénie       | Tele2 Arena, Stockholm Affluence : 16 573 Arbitrage : Horáček, Novotný |
| 24 janvier 2020 20h45 | trois joueurs 6 | (20 - 15) | Jure Dolenec 7 | Tele2 Arena, Stockholm Affluence : 16 573 Arbitrage : Horáček, Novotný |
| 24 janvier 2020 20h45 | ×3              | Rapport   | ×2 ×4          | Tele2 Arena, Stockholm Affluence : 16 573 Arbitrage : Horáček, Novotný |

### Match pour la5eplace
| 25 janvier 2020 16h00 | Allemagne     | 29 - 27   | Portugal         | Tele2 Arena, Stockholm Affluence : 7 710 Arbitrage : Kurtagic, Wetterwik |
| 25 janvier 2020 16h00 | Julius Kühn 6 | (14 - 13) | Borges, Ferraz 4 | Tele2 Arena, Stockholm Affluence : 7 710 Arbitrage : Kurtagic, Wetterwik |
| 25 janvier 2020 16h00 | ×1 ×3         | Rapport   | ×1 ×4            | Tele2 Arena, Stockholm Affluence : 7 710 Arbitrage : Kurtagic, Wetterwik |

### Match pour la3eplace
| 25 janvier 2020 18h30 | Slovénie      | 20 - 28  | Norvège         | Tele2 Arena, Stockholm Affluence : 13 094 Arbitrage : Geipel, Helbig |
| 25 janvier 2020 18h30 | Dean Bombač 5 | (9 - 12) | Magnus Jøndal 7 | Tele2 Arena, Stockholm Affluence : 13 094 Arbitrage : Geipel, Helbig |
| 25 janvier 2020 18h30 | ×3 ×4         | Rapport  | ×1 ×5           | Tele2 Arena, Stockholm Affluence : 13 094 Arbitrage : Geipel, Helbig |

### Finale
| 26 janvier 2020 16h30 | Espagne       | 22 - 20 | Croatie           | Tele2 Arena, Stockholm Affluence : 17 769 Arbitrage : Nachevski, Nikolo |
| 26 janvier 2020 16h30 | Aleix Gómez 5 | (12-11) | Domagoj Duvnjak 5 | Tele2 Arena, Stockholm Affluence : 17 769 Arbitrage : Nachevski, Nikolo |
| 26 janvier 2020 16h30 | ×2            | Rapport | ×2                | Tele2 Arena, Stockholm Affluence : 17 769 Arbitrage : Nachevski, Nikolo |

Après un début de match équilibré (6-6, 13e minute), la Croatie crée un premier écart de 3 buts (7-10, 19e minute). De part et d'autre de la mi-temps, l'Espagne enchaîne un 9-2 pour prendre 4 buts d'avance (16-12, 36e minute) mais se heurte ensuite à la défense croate, ne marquant que 2 buts en 19 minutes : les Croates en profitent pour revenir petit à petit au score et reprendre même l'avantage à six minutes du terme (18-19, 54e minute). Non sans mal, les Espagnols gèrent mieux le money-time en passant un 4-1 et s'imposent sur un score final de 22 à 20.

## Classement final
| Rang                       | Équipe             | J | G | N | P | Bp  | Bc  | Diff | Qual. JO | Qual. CM |
| -------------------------- | ------------------ | - | - | - | - | --- | --- | ---- | -------- | -------- |
| Médaille d'or, Europe      | Espagne            | 9 | 8 | 1 | 0 | 278 | 226 | +52  | JO       | CM       |
| Médaille d'argent, Europe  | Croatie            | 9 | 7 | 1 | 1 | 227 | 205 | +22  | (TQO)    | CM       |
| Médaille de bronze, Europe | Norvège            | 9 | 8 | 0 | 1 | 273 | 236 | +37  | (TQO)    | CM       |
| 4                          | Slovénie           | 9 | 5 | 0 | 3 | 245 | 242 | +3   | TQO      | 2e TQ    |
|                            |                    |   |   |   |   |     |     |      |          |          |
| 5                          | Allemagne          | 8 | 6 | 0 | 2 | 232 | 202 | +30  | (TQO)    | 2e TQ    |
| 6                          | Portugal           | 8 | 4 | 0 | 4 | 228 | 220 | +8   | TQO      | 2e TQ    |
|                            |                    |   |   |   |   |     |     |      |          |          |
| 7                          | Suède              | 7 | 4 | 0 | 3 | 182 | 175 | +7   | (TQO)    | 2e TQ    |
| 8                          | Autriche           | 7 | 3 | 1 | 3 | 205 | 214 | -9   | -        | 2e TQ    |
| 9                          | Hongrie            | 7 | 3 | 1 | 3 | 176 | 189 | -13  | -        | 2e TQ    |
| 10                         | Biélorussie        | 7 | 3 | 1 | 3 | 209 | 217 | -8   | -        | 2e TQ    |
| 11                         | Islande            | 7 | 3 | 0 | 4 | 191 | 195 | -4   | -        | 2e TQ    |
| 12                         | Rép. tchèque       | 7 | 2 | 0 | 5 | 172 | 183 | -11  | -        | 2e TQ    |
|                            |                    |   |   |   |   |     |     |      |          |          |
| 13                         | Danemark           | 3 | 1 | 1 | 1 | 85  | 83  | +2   | (JO)     | (CM)     |
| 14                         | France             | 3 | 1 | 0 | 2 | 82  | 79  | +3   | (TQO)    | 2e TQ    |
| 15                         | Macédoine du Nord  | 3 | 1 | 0 | 2 | 79  | 84  | -5   | -        | 2e TQ    |
| 16                         | Suisse             | 3 | 1 | 0 | 2 | 77  | 87  | -10  | -        | 2e TQ    |
| 17                         | Pays-Bas           | 3 | 1 | 0 | 2 | 80  | 94  | -14  | -        | 2e TQ    |
| 18                         | Monténégro         | 3 | 1 | 0 | 2 | 70  | 84  | -14  | -        | 2e TQ    |
| 19                         | Ukraine            | 3 | 0 | 0 | 3 | 74  | 83  | -9   | -        | 2e TQ    |
| 20                         | Serbie             | 3 | 0 | 0 | 3 | 72  | 81  | -9   | -        | 2e TQ    |
| 21                         | Pologne            | 3 | 0 | 0 | 3 | 73  | 85  | -12  | -        | 1er TQ   |
| 22                         | Russie             | 3 | 0 | 0 | 3 | 76  | 91  | -15  | -        | 1er TQ   |
| 23                         | Bosnie-Herzégovine | 3 | 0 | 0 | 3 | 73  | 90  | -17  | -        | 1er TQ   |
| 24                         | Lettonie           | 3 | 0 | 0 | 3 | 73  | 93  | -20  | -        | 1er TQ   |

### Modalités
- Les équipes de la 1re à la 6e place sont classées suivant leurs résultats lors de la phase finale.
- Les équipes de la 7e à la 12e place sont classées par deux et par ordre d'apparition dans leur groupe respectif :

1. 7e et 8e : les deux équipes classées 4es du tour principal,
2. 9e et 10e : les deux équipes classées 5es du tour principal,
3. 11e et 12e : les deux équipes classées 6es du tour principal,

- puis elles sont départagées selon les critères suivants :

1. le nombre de points gagnés dans leur groupe respectif du tour principal,
2. la différence de buts dans leur groupe respectif du tour principal.

- Les équipes de la 13e à la 24e place sont classées selon les critères suivants :

1. le nombre de points gagnés dans leur groupe respectif du tour préliminaire,
2. la différence de buts dans leur groupe respectif du tour préliminaire.

### Qualifications
Concernant les qualifications aux Jeux olympiques, à la suite du championnat du monde 2019, le Danemark était directement qualifié et six équipes avaient obtenu une place pour un Tournoi de qualification olympique (TQO) : Norvège, France, Allemagne, Croatie, Suède et Espagne. En conséquence de cet Euro, l'Espagne obtient sa qualification directe tandis que la Slovénie et le Portugal obtiennent les deux tickets pour participer aux tournois de qualification olympique.
Concernant le Championnat du monde 2021, en plus du tenant du titre (le Danemark), trois équipes obtiennent leur qualification directe : l'Espagne, la Croatie et la Norvège. Les autres équipes doivent passer par des tours de qualifications (en) : les quatre dernières de cet Euro sont qualifiées pour le 1er tour de qualification, prévu en avril 2020, et les autres pour le 2e tour de qualification, prévu en juin.
Toutefois, en conséquence de la pandémie de Covid-19, la Fédération européenne de handball annonce le 24 avril 2020 que ces matchs étaient annulés et que les 10 places qualificatives sont attribuées selon le classement final de cet Euro : Slovénie, Allemagne, Portugal, Suède, Autriche, Hongrie, Biélorussie, Islande, Tchéquie, France. À noter que la Pologne et la Russie bénéficieront d'invitations (Wild card) tandis que la Macédoine du Nord et la Suisse bénéficieront des forfaits respectivement de la Tchéquie et des États-Unis.

## Statistiques et récompenses

### Équipe-type
| Pérez de Vargas Jøndal Bánhidi Janc Sagosen Karačić Maqueda Meilleur joueur : Duvnjak Meilleur défenseur : Pekeler Meilleur buteur : Sagosen , 65 buts              |
| Équipe-type du championnat d'Europe 2020 |
| · Pérez de Vargas · Jøndal · Bánhidi · Janc · Sagosen · Karačić · Maqueda Meilleur joueur : Duvnjak Meilleur défenseur : Pekeler Meilleur buteur : Sagosen, 65 buts |

À partir d'une sélection de 40 joueurs (5 pour chacun des 8 postes, y compris le défenseur), les internautes (40 % du vote, via une application mobile) et un collège d'experts (60 %) votent pour les meilleurs joueurs à chaque poste. Seuls deux joueurs de l'équipe-type de 2018 sont à nouveau nommés : Sander Sagosen et Jim Gottfridsson. Le meilleur joueur de la compétition est quant à lui uniquement désigné par le collège d'experts uniquement. 
L'équipe-type du championnat d'Europe 2020 est.
| Catégorie                                  | Joueur                  | Joueur       | Catégorie              | Joueur            | Joueur       |
| Meilleur gardien de but                    | Gonzalo Pérez de Vargas | Espagne      | Meilleur défenseur     | Hendrik Pekeler   | Allemagne    |
| Meilleur gardien de but                    | Torbjørn Bergerud       | Norvège      | Meilleur défenseur     | Blaž Blagotinšek  | Slovénie     |
| Meilleur gardien de but                    | Roland Mikler           | Hongrie      | Meilleur défenseur     | Domagoj Duvnjak   | Croatie      |
| Meilleur gardien de but                    | Alfredo Quintana        | Portugal     | Meilleur défenseur     | Pavel Horák       | Rép. tchèque |
| Meilleur gardien de but                    | Marin Šego              | Croatie      | Meilleur défenseur     | Viran Morros      | Espagne      |
| Meilleur ailier gauche                     | Magnus Jøndal           | Norvège      | Meilleur ailier droit  | Blaž Janc         | Slovénie     |
| Meilleur ailier gauche                     | Uwe Gensheimer          | Allemagne    | Meilleur ailier droit  | Mikita Vailupau   | Biélorussie  |
| Meilleur ailier gauche                     | Jerry Tollbring         | Suède        | Meilleur ailier droit  | Timo Kastening    | Allemagne    |
| Meilleur ailier gauche                     | David Mandić            | Croatie      | Meilleur ailier droit  | Robert Weber      | Autriche     |
| Meilleur ailier gauche                     | Aitor Ariño             | Espagne      | Meilleur ailier droit  | Aleix Gómez       | Espagne      |
| Meilleur arrière gauche                    | Sander Sagosen          | Norvège      | Meilleur arrière droit | Jorge Maqueda     | Espagne      |
| Meilleur arrière gauche                    | Uladzislau Kulesh       | Biélorussie  | Meilleur arrière droit | Jure Dolenec      | Slovénie     |
| Meilleur arrière gauche                    | Nikola Bilyk            | Autriche     | Meilleur arrière droit | João Ferraz       | Portugal     |
| Meilleur arrière gauche                    | Patrik Ligetvári        | Hongrie      | Meilleur arrière droit | Luka Stepančić    | Croatie      |
| Meilleur arrière gauche                    | Aron Pálmarsson         | Islande      | Meilleur arrière droit | Zsolt Balogh      | Hongrie      |
| Meilleur demi-centre                       | Igor Karačić            | Croatie      | Meilleur pivot         | Bence Bánhidi     | Hongrie      |
| Meilleur demi-centre                       | Dean Bombač             | Slovénie     | Meilleur pivot         | Andreas Nilsson   | Suède        |
| Meilleur demi-centre                       | Rui Silva               | Portugal     | Meilleur pivot         | Artsem Karalek    | Biélorussie  |
| Meilleur demi-centre                       | Jim Gottfridsson        | Suède        | Meilleur pivot         | Jannik Kohlbacher | Allemagne    |
| Meilleur demi-centre                       | Ondřej Zdráhala         | Rép. tchèque | Meilleur pivot         | Magnus Gullerud   | Norvège      |
| Meilleur joueur : Domagoj Duvnjak, Croatie |                         |              |                        |                   |              |

### Statistiques collectives
- Meilleure attaque :  Espagne (30,9 buts par match)
- Moins bonne attaque :  Monténégro (23,3 buts par match)
- Meilleure défense :  Croatie (22,8 buts par match)
- Moins bonne défense :  Pays-Bas (31,3 buts par match)
- Plus grand nombre de buts inscrits sur un match : 72 buts ( Biélorussie 36-36  Autriche)
- Plus petit nombre de buts inscrits sur un match : 40 buts ( Slovénie 21-19  Suède)
- Plus grand écart de buts sur un match : +13 buts ( Suède 34-21  Suisse)

### Statistiques individuelles
| Rang | Joueur          | Équipe       | Buts | Tirs | %      | 7m    | MJ | Moy. |
| ---- | --------------- | ------------ | ---- | ---- | ------ | ----- | -- | ---- |
| 1    | Sander Sagosen  | Norvège      | 65   | 104  | 62,5 % | 14/19 | 9  | 7,2  |
| 2    | Mikita Vailupau | Biélorussie  | 47   | 63   | 74,6 % | 20/25 | 7  | 6,7  |
| 3    | Nikola Bilyk    | Autriche     | 46   | 64   | 71,9 % | -     | 7  | 6,6  |
| 4    | Jure Dolenec    | Slovénie     | 42   | 66   | 63,6 % | 10/14 | 9  | 4,7  |
| 5    | Artsem Karalek  | Biélorussie  | 37   | 50   | 74,0 % | -     | 7  | 5,3  |
| 5    | Ondřej Zdráhala | Rép. tchèque | 37   | 59   | 62,7 % | 14/18 | 7  | 5,3  |
| 7    | Magnus Jøndal   | Norvège      | 36   | 50   | 72,0 % | 10/16 | 9  | 4,0  |
| 7    | Domagoj Duvnjak | Croatie      | 36   | 54   | 66,7 % | 9/10  | 9  | 4,0  |
| 7    | Alex Dujshebaev | Espagne      | 36   | 58   | 62,1 % | /     | 9  | 4,0  |
| 10   | Robert Weber    | Autriche     | 35   | 48   | 72,9 % | 10/12 | 7  | 5,0  |
| 10   | Igor Karačić    | Croatie      | 35   | 61   | 57,4 % | 0/2   | 9  | 3,9  |

| Rang | Joueur                  | Équipe             | %      | Arrêts | Tirs | MJ | Moy. |
| ---- | ----------------------- | ------------------ | ------ | ------ | ---- | -- | ---- |
| 1    | Nebojša Grahovac        | Bosnie-Herzégovine | 40,0 % | 12     | 30   | 3  | 4,0  |
| 2    | Johannes Bitter         | Allemagne          | 35,0 % | 43     | 123  | 8  | 5,4  |
| 3    | Niklas Landin Jacobsen  | Danemark           | 34,7 % | 34     | 98   | 3  | 11,3 |
| 4    | Andreas Palicka         | Suède              | 34,4 % | 44     | 128  | 7  | 6,3  |
| 5    | Torbjørn Bergerud       | Norvège            | 34,0 % | 90     | 265  | 9  | 10,0 |
| 6    | Mikael Appelgren        | Suède              | 33,3 % | 39     | 117  | 7  | 5,6  |
| 7    | Gonzalo Pérez de Vargas | Espagne            | 33,2 % | 66     | 199  | 9  | 7,3  |
| 8    | Klemen Ferlin           | Slovénie           | 31,6 % | 86     | 272  | 9  | 9,6  |
| 9    | Rodrigo Corrales        | Espagne            | 31,3 % | 41     | 130  | 9  | 4,6  |
| 10   | Adam Morawski           | Pologne            | 31,2 % | 26     | 83   | 3  | 8,7  |

 Membre de l'équipe-type.

## Effectif des équipes sur le podium

### Champion d’Europe:Espagne
L'effectif de l'équipe d'Espagne, championne d'Europe, est :
- Julen Aguinagalde
- Aitor Ariño
- Joan Cañellas
- Rodrigo Corrales
- Alex Dujshebaev
- Daniel Dujshebaev
- Raúl Entrerríos
- Ángel Fernández Pérez
- Adrià Figueras
- Aleix Gómez
- Iosu Goñi Leoz
- Gedeón Guardiola
- Jorge Maqueda
- Viran Morros
- Gonzalo Pérez de Vargas
- Daniel Sarmiento
- Ferrán Solé

Entraîneur : Jordi Ribera

### Vice-champion d’Europe:Croatie
L'effectif de la équipe de Croatie, vice-championne d'Europe, est :
- Matej Ašanin
- Luka Cindrić
- Domagoj Duvnjak
- Zlatko Horvat
- Matej Hrstić
- Igor Karačić
- Marko Mamić
- David Mandić
- Marino Marić
- Vlado Matanović
- Željko Musa
- Valentino Ravnić
- Josip Šarac
- Marin Šego
- Marin Šipić
- Luka Stepančić

Entraîneur : Lino Červar

### Troisième place:Norvège
L'effectif de la équipe de Norvège, médaille de bronze, est :
- William Aar
- Torbjørn Bergerud
- Alexander Blonz
- Kristian Bjørnsen
- Espen Christensen
- Magnus Gullerud
- Kevin Gulliksen
- Gøran Johannessen
- Magnus Jøndal
- Tom Kåre Nikolaisen
- Christian O'Sullivan
- Petter Øverby
- Sander Øverjordet
- Harald Reinkind
- Magnus Abelvik Rød
- Kristian Sæverås
- Sander Sagosen
- Eivind Tangen

Entraîneur : Christian Berge 